# Edgar Rochette
Edgar Rochette (né le 20 avril 1890 à La Malbaie, mort le 15 juin 1953 à Québec) était un avocat et un homme politique québécois. Il fut député de la circonscription de Charlevoix-Saguenay pour le Parti libéral de 1927 à 1936, puis de 1939 à 1944, et occupa différentes fonctions ministérielles de 1927 à 1944.
En 1935, il parraine un projet de loi pour accorder le droit de vote aux femmes dans la province de Québec malgré l'opposition de son chef, Louis-Alexandre Taschereau. La proposition est battue. Le projet de loi est à nouveau présenté par Frederick Arthur Monk en 1936. Désormais ministre du Travail, Rochette vote contre cette proposition afin d'être solidaire de son chef. Il appuie la proposition en 1940 lorsqu'elle est présentée par son chef Adélard Godbout.